# Molophilus raptor
Molophilus raptor är en tvåvingeart som beskrevs av Alexander 1947. Molophilus raptor ingår i släktet Molophilus och familjen småharkrankar. Inga underarter finns listade i Catalogue of Life.